# Leonard Harrison Matthews
Leonard Harrison Matthews, född 12 juni 1901 i Bristol, död 27 november 1986, var en engelsk zoolog.
Matthews studerade zoologi vid University of Cambridge och tog examen där 1922. Han gjorde ett stort antal forskningsresor under vilka han studerade djurlivet på bland annat Falklandsöarna, Antarktis och Arktis. Matthews valdes in som ledamot (så kallad Fellow) i Royal Society 1954.